# Dipsastraea rotumana
Dipsastraea rotumana is een rifkoralensoort uit de familie Merulinidae. De wetenschappelijke naam van de soort is, als Astraea rotumana, voor het eerst geldig gepubliceerd in 1899 door John Stanley Gardiner.